# 花园镇 (洞口县)
花园镇，是中华人民共和国湖南省邵陽市洞口县下辖的一个乡镇级行政单位。

## 行政区划
花园镇下辖以下地区：
红军桥社区、巷子村、马家村、陶家村、宝湾村、龙头村、黄金村、金市村、燕岭村、高坪村、宝岭村、泡桐村、长春村、乐群村、西中村、新店村、光冲村、再兴村、木井村、大洲村、源江村、卢子村、长乐村、福田村、桂花村、福泉村、石龙村和花园村。